# ルーシャス・ケアリー (第6代フォークランド子爵)
第6代フォークランド子爵ルーシャス・ヘンリー・ケアリー（英語: Lucius Henry Cary, 6th Viscount Falkland、1687年8月27日 – 1730年12月31日）はスコットランド貴族、ジャコバイト。

## 人物
エドワード・ケアリー（Edward Cary、1692年8月没、パトリック・ケアリー閣下の息子）と妻アン（Anne、1719年4月11日埋葬、旧姓ルーカス（Lucas）、第2代ルーカス男爵チャールズ・ルーカスの娘）の息子として、1687年8月27日に生まれ、9月7日にウェストミンスターのセント・ジェームズ教会で洗礼を受けた。1694年5月24日に遠戚の第5代フォークランド子爵アンソニー・ケアリーが死去すると、フォークランド子爵位を継承した。
幼少期には後見人が代表としてミドルセックスのスタンウェルの財産権を得るために訴訟を起こした。第5代フォークランド子爵のいとこであるジョン・ケアリー（John Cary）は1686年にスタンウェルを甥の娘エリザベス・ウィロビー（Elizabeth Willoughby）に信託として残したが、彼の死後3年以内にエリザベスが第2代ギルフォード男爵フランシス・ノースと結婚することを条件につけている。条件が満たされない場合は第5代フォークランド子爵とその継承者スタンウェルを継承するとした。エリザベスの受託者たちは第5代フォークランド子爵とエドワード・ケアリーと合意して、ギルフォード男爵と結婚できなかった場合でもエリザベスは存命中にスタンウェルの領地を利用することができるとした。エリザベスは後にジェームズ・バーティーと結婚した。しかし、合意は第5代フォークランド子爵とエドワード・ケアリーが相次いで死去したことで終わりを迎え、ルーシャスの後見人が大法官府裁判所で訴えを起こして、ルーシャスが財産権を得るとの有利な判決を得た。バーティー夫婦は貴族院に上告、貴族院は妥協としてエリザベスに1代限りの財産権を与え、その死後はルーシャスに戻されるとした。
1704年10月5日、チジックでドロシー・モリニュー（Dorothy Molyneux、1722年6月26日没、フランシス・モリニューの娘）と結婚、4男2女をもうけた。
- ルーシャス・チャールズ（1707年ごろ – 1785年2月27日） - 第7代フォークランド子爵[1]
- ジョージ（1792年4月11日没） - アーサー・イングラム（Arthur Ingram）の娘イサベラ（Isabella、1799年没）と結婚
- リーク（Leeke、1730年3月20日にカディスにて没）
- ヘンリー・ジョン（1717年1月21日洗礼）
- フランシス（1719年1月12日洗礼 - 1719年1月14日埋葬）
- ドロシー（1720年2月9日埋葬）

スペイン継承戦争ではジェームズ・スタンホープの部下として従軍、1705年/1706年時点で中佐まで昇進した後、アルメナラの戦いに参戦した。その後、1710年に除隊した。アン女王が死去するとジャコバイトの1人としてジェームズ老僭王の臣下になり、ディロン伯爵アーサー・ディロンの配下になった。
1715年にエリザベス・バーティーが死去するとスタンウェルを継承したが、1720年にそれを第2代ダンモア伯爵ジョン・マレーに売却した。
フォークランド子爵は1722年7月に変装してイングランドに向かい、イングランドのジャコバイト指導者にアタベリー陰謀事件について打診した。ローマにある老僭王の宮廷に戻ると、報酬として同年12月13日にジャコバイト爵位におけるイングランド貴族であるフォークランド伯爵に叙された。同時期にもピエトロ・ジャンノーネの『ナポリ史』をはじめて英語に翻訳したジェームズ・オグルヴィ（James Ogilvie）のパトロンになったとされた。フォークランド子爵はサン＝ジェルマン＝アン＝レーにあるジャコバイト宮廷に戻って生活、ディロン伯爵の娘ローラ（Laura、1708年9月18日 - 1741年10月12日）と再婚して、娘を1人もうけた。
- ルーシー（1728年ごろ - 1804年2月7日） - フランスに従軍しているアイルランド人連隊の指揮官チャールズ・エドワード・デ・ロス中将（Charles Edward de Rothe、1710年 - 1766年）と結婚

1730年12月31日にパリで死去、サン＝シュルピス教会に埋葬された。爵位は長男ルーシャスが継承した。